# Hohle Fels
Hohle Fels (« roche creuse » en souabe) est une grotte et un site préhistorique du Paléolithique supérieur, situé dans le Jura souabe, une région du Bade-Wurtemberg, dans le sud-ouest de l'Allemagne.

## Vestiges archéologiques
Le préhistorien américain Nicholas J. Conard a notamment découvert dans la grotte de Hohle Fels en septembre 2008 la statuette paléolithique dite vénus de Hohle Fels, ainsi qu'une série de flutes en os de vautour, de cygne ou en ivoire de mammouth.
Comme la vénus, les flutes sont datées d'environ 35 000 ans avant le présent (AP), ce qui les place parmi les plus vieux instruments de musique connus au monde. La flûte de Divje Babe, trouvée en 1995 en Slovénie et datée d'environ 43 000 ans AP, reste controversée. Pour certains chercheurs, ses trous seraient dus à la morsure d'un carnivore. Pour d'autres, il s'agit bien d'une flute fabriquée par l'Homme,. Homo sapiens est en effet présent en Europe depuis au moins 45 000 ans AP. Mais comme le site a aussi été occupé par les néandertaliens, il n'est pas impossible qu'il s'agisse d'un instrument de Homo neanderthalensis, puisque le sens artistique est aujourd'hui avéré chez cette espèce humaine,.  
Le niveau gravettien du site a également livré un phallus en siltite polie et gravée, de 19,2 cm de long sur 3,6 cm de large et 2,8 cm d'épaisseur. Il est daté d'environ 28 000 à 27 000 ans AP,.

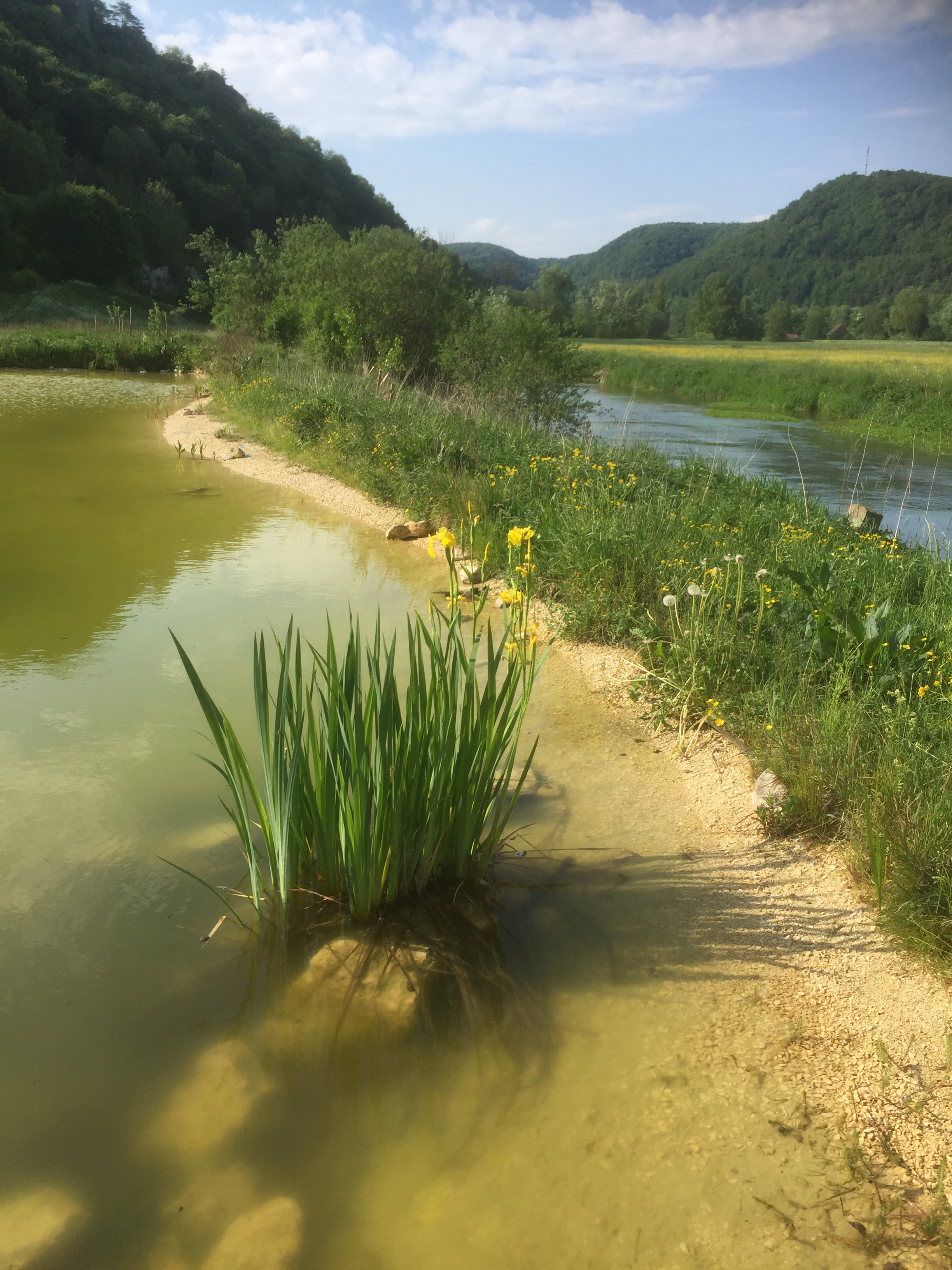
Il y a environ 40 000 ans, des humains s'établissent à Hohle Fels.
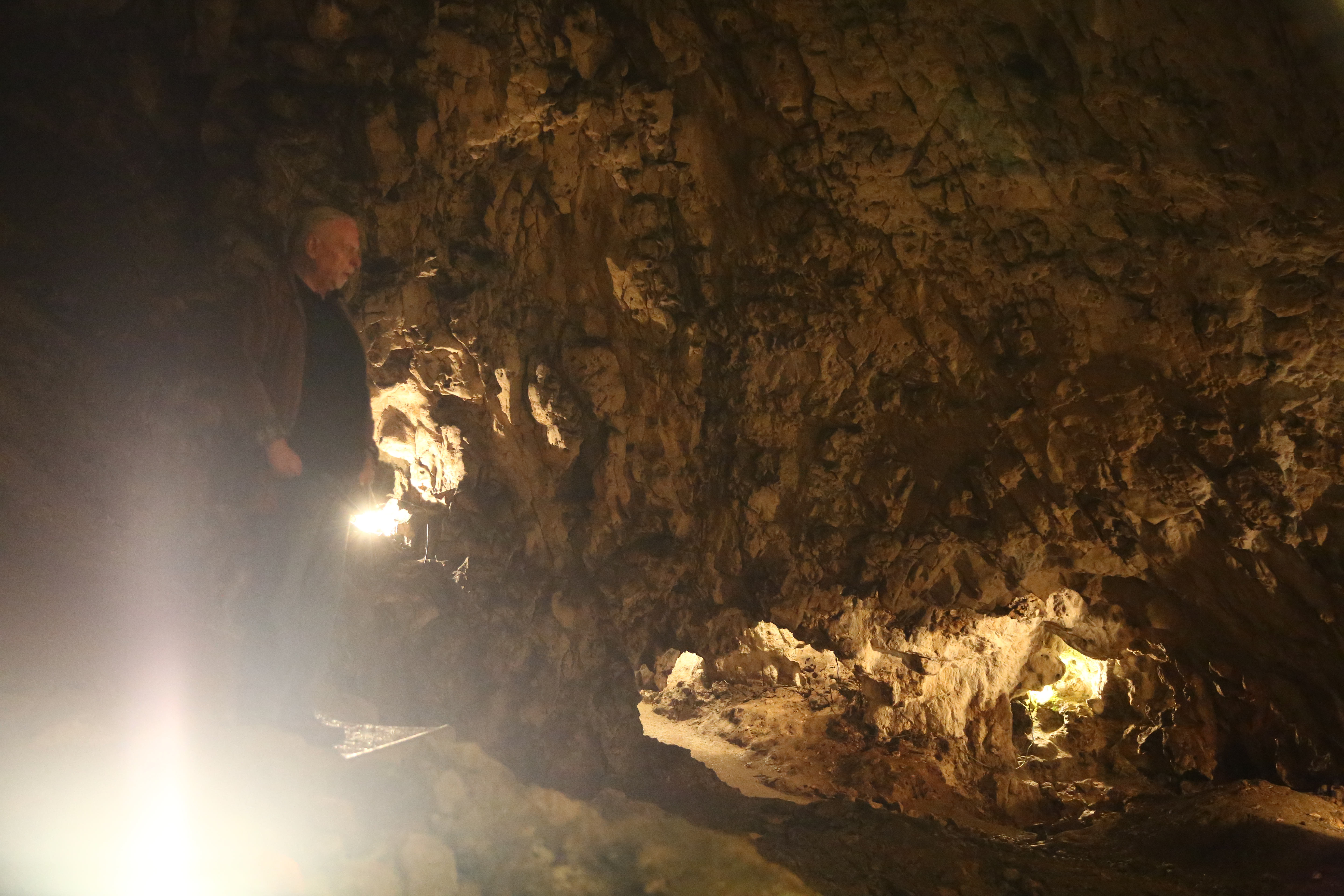
Le découvreur de la grotte, Reiner Blumentritt, sur les lieux.
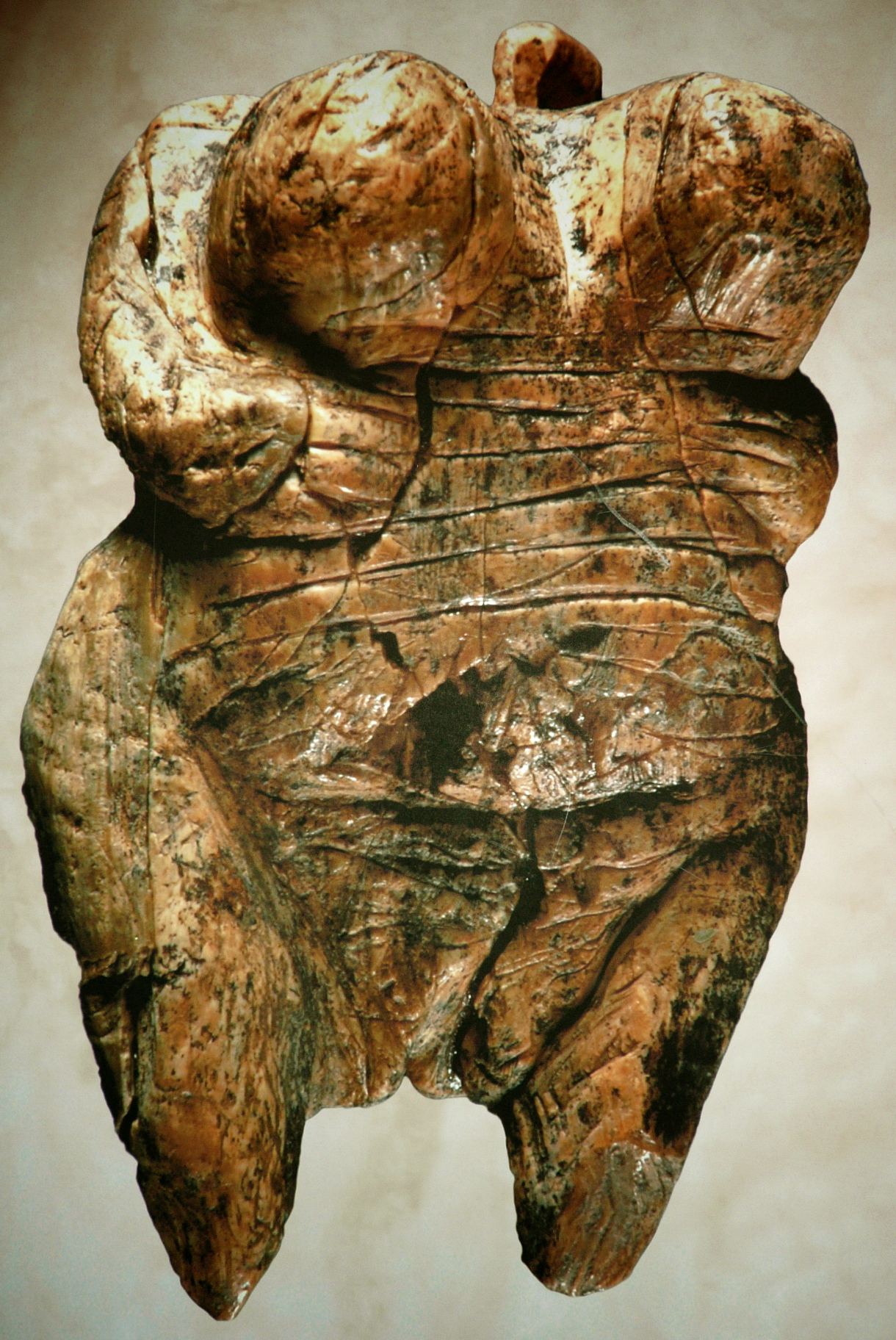
Vénus de Hohle Fels.
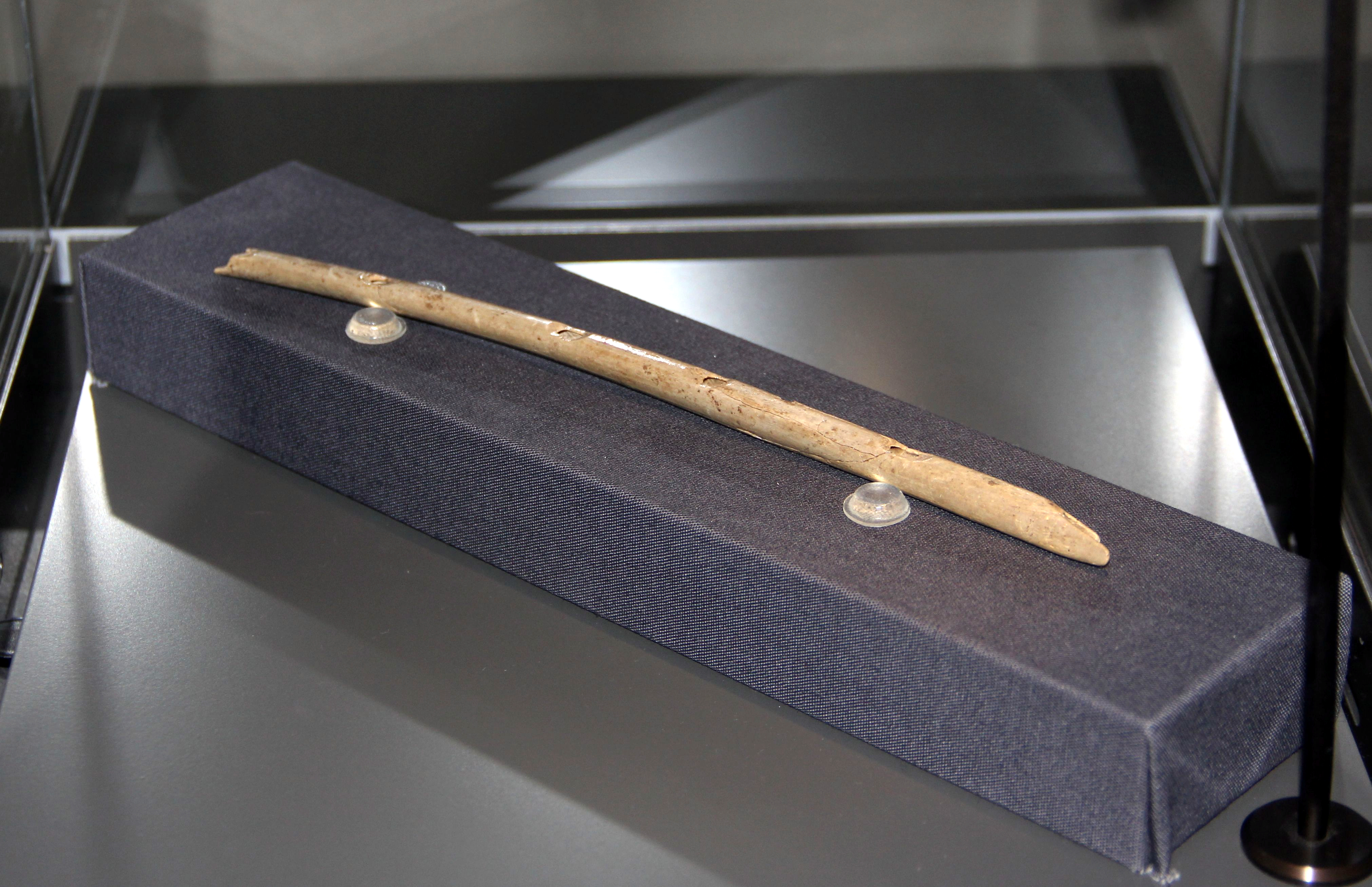
Flute en os de vautour.
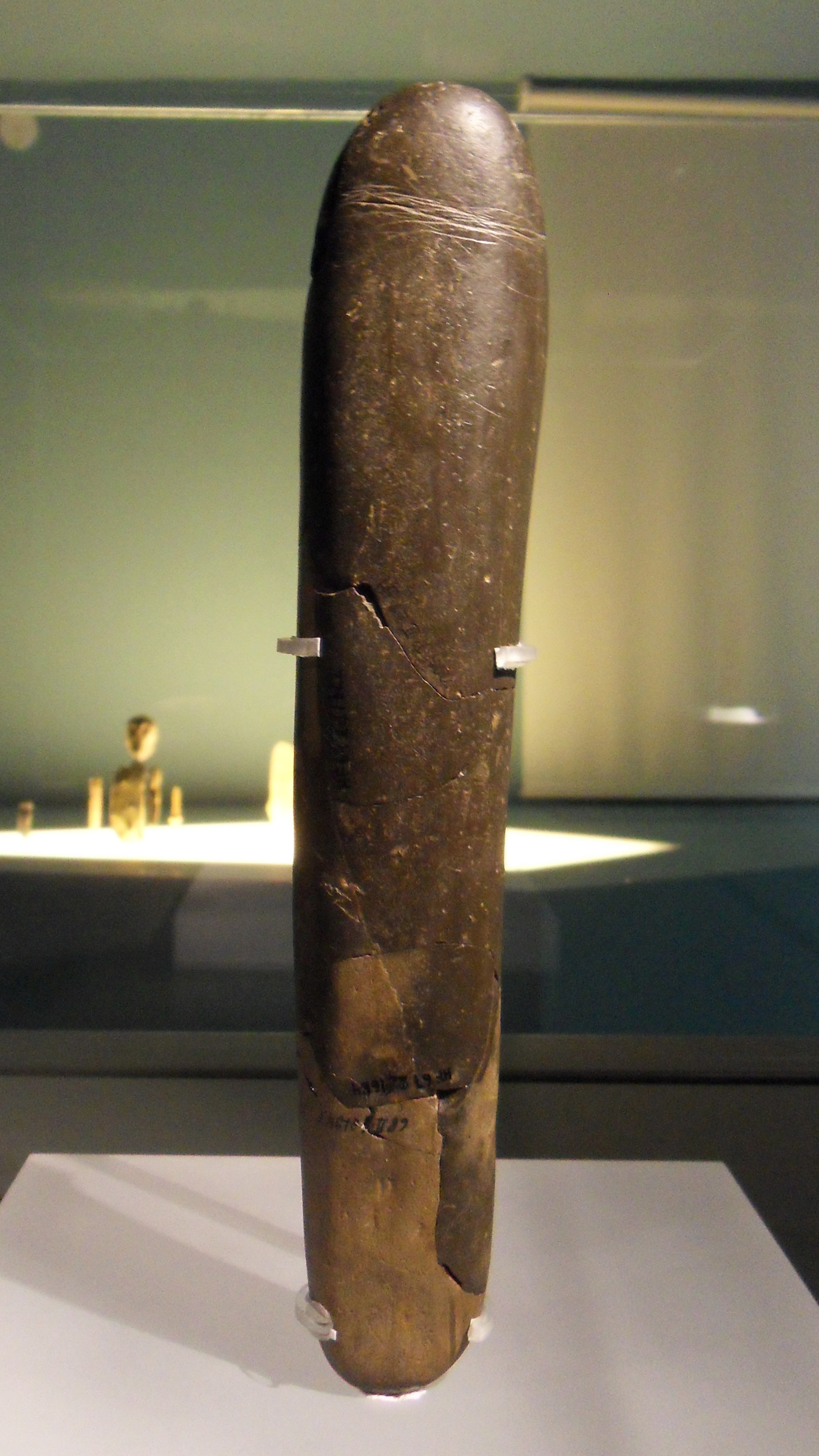
Phallus poli.